# Kaarlo Maaninka
Kaarlo Hannes Maaninka (Posio, 25 de dezembro de 1953) é um ex-atleta finlandês de corrida de longa distância. Participou dos Jogos Olímpicos de 1980, em Moscou, onde conquistou duas medalhas: prata nos 10000 m e bronze nos 5000 metros.